# Piper wulfschlaegelii
Piper wulfschlaegelii är en pepparväxtart som beskrevs av C. Dc.. Piper wulfschlaegelii ingår i släktet Piper och familjen pepparväxter. Inga underarter finns listade i Catalogue of Life.